# 공용환권
공용환권(公用換權)은 토지의 효용을 증진하기 위하여 일정한 지구 내의 토지의 구획, 형질을 변경하여 권리자의 의사를 불문하고 종전의 토지, 건축물에 관한 권리를 토지정리 후에 새로 건축된 건축물 및 토지에 관한 권리로 강제로 변환시키는, 토지의 입체적 변환방식을 말한다.